# Gert Sibande
Richard Gert Shadrack Sibande (* 1901 bei Ermelo, Südafrika; † 13. März 1987 in Manzini, Swasiland) war ein südafrikanischer Kämpfer für bessere Lebensbedingungen der schwarzen Landarbeiter während der Zeit der Apartheid.

## Leben
Gert Sibande wurde 1901 in der Nähe der Stadt Ermelo im damaligen Osttransvaal geboren (heute Mpumalanga). Sein Vater war Pachtbauer. Gert Sibande verdingte sich ebenfalls in der Landwirtschaft und vertrat ab den 1930er Jahren als „Graswurzelaktivist“ die Interessen der schwarzen Landarbeiter auf den Kartoffelfarmen rund um Bethal, deren Arbeitsbedingungen schlecht waren. Er gründete die Farm Workers Association („Farmarbeitervereinigung“), die erste ihrer Art in Südafrika. Sibandes Spitzname war Lion of the East, deutsch: „Löwe des Ostens“. 1942 trat er dem ANC bei. Eines seiner Ziele war eine gerechtere Landverteilung in Südafrika, ähnlich den Vorstellungen des früheren ANC-Präsidenten Pixley ka Isaka Seme. Neben Ruth First war er der erste, der die Öffentlichkeit über die unzumutbaren Bedingungen der Landarbeiter aufklärte. Ab 1952 nahm Sibande an der Defiance Campaign des ANC teil.
1956 wurde Sibande in das National Executive Committee des ANC gewählt. Von 1956 bis 1961 war er einer der 156 Angeklagten des Treason Trials. 1958 wählte man ihn während des Gerichtsverfahrens zum ANC-Vorsitzenden der Provinz Transvaal, 1959 wurde er mit knapper Mehrheit wiedergewählt. Im selben Jahr organisierte er in Zusammenarbeit mit dem ANC und dem Gewerkschaftsdachverband South African Congress of Trade Unions in Bethal den „Kartoffelboykott“, der durch einen Bericht des Magazins Drum ausgelöst worden war und die weißen Kartoffelfarmer zu Zugeständnissen bei den Arbeitsbedingungen zwang. Wie die anderen Angeklagten wurde Sibande im Treason Trial freigesprochen. Er musste jedoch nach Komatipoort ziehen und wurde gebannt. Trotzdem gründete er dort die Plantation and Allied Union (etwa: „Gewerkschaft der Plantagenarbeiter und ähnlicher Berufe“). Er ging ins Exil nach Manzini in Swasiland, wo er 1987 starb. Er wurde in Manzini beigesetzt.

## Ehrungen
- 2002: Benennung des Gert Sibande College for Further Education and Training, kurz GS College, in Ermelo und weiteren Orten in Mpumalanga[4]
- 2004: Benennung des Distrikts Gert Sibande in Mpumalanga
- 2007: Order of Luthuli in Gold (postum)[5]